# An Khang, Thiểm Tây
An Khang (tiếng Trung: 安康, bính âm: Ānkāng) là một địa cấp thị của tỉnh Thiểm Tây, Cộng hòa Nhân dân Trung Hoa.

## Lịch sử
Các tài liệu đầu tiên ghi chép về An Khang trong lịch sử có lẽ khi nơi này đã được đặt vào huyện Tây Thành (西城县) của quận Hán Trung (汉中郡) trong thời nhà Tần. Năm 1783, nơi này đã được đặt tên là "châu An Khang". Châu này đã được nâng lên thành thành phố năm 1950, nhưng bị giáng cấp năm 1954, và được nâng cấp lại vào năm 1988. Năm 1930, tên của thành phố là Shingan

## Hành chính
An Khang quản lí trực tiếp 1 quận và 8 huyện, ngoài ra còn đại quản 1 thành phố cấp huyện. 
- Quận: Hán Tân (汉滨区)
- Thành phố cấp huyện: Tuần Dương (旬阳市)
- Huyện: Hán Âm (汉阴县), Thạch Tuyền (石泉县), Ninh Thiểm (宁陕县), Tử Dương (紫阳县), Lam Cao (岚皋县), Bình Lợi (平利县), Trấn Bình (镇坪县), Bạch Hà (白河县)